# Frédérique Vidal
Frédérique Vidal (Mònaco, 9 de maig de 1964) és una bioquímica monegasca, política i administradora acadèmica. Va ser rectora de la Universitat de Niça de 2012 a 2017. Ha estat Ministra d'Educació Superior, Recerca i Innovació en el primer govern d'Edouard Philippe d'ençà el 17 maig 2017 i subsegüentment del Segon govern Philippe a partir del 21 juny de 2017. Manté la cartera en el nou govern Jean Castex (3-7-2020).

## Biografia
Frédérique Vidal va néixer a Mònaco. Va fer la seva educació a Mònaco i va obtenir un màster en bioquímica a la Universitat de Niça Sophia Antipolis. Va obtenir un Diploma d'Estudis Avançats en virologia molecular a l'Institut Pasteur, i es va doctorar en biologia a la Universitat de Niça Sophia Antipolis.

## Carrera
Frédrique Vidal va començar la seva carrera com a bioquímica a la companyia francesa Virbac.
Vidal va tornar a la seva alma mater, la Universitat de Niça, com a professora associada el 1995. Va esdevenir catedràtica el 2002, sent cap del departament de biologia de 2005 a 2008. Fou vicedegana de la facultat de ciències de 2007 a 2009, i degana de 2009 a 2012. Va succeir a Albert Marouani al rectorat el 2012. Durant el seu primer mandat, Vidal va fundar la Université Côte d'Azur, un consorci integrant la universitat, escoles empresarials locals i centres de recerca, per a augmentar l'atractiu internacional de la universitat. Fou re-elegida rectora el 2016.
Vidal es va oposar a la "circulaire Guéant," una proposta fallida per Ministre d'Interior Claude Guéant, l'objectiu de la qual era limitar l'estada d'estudiants estrangers extracomunitaris a França després a la finalització de llurs estudis. Va suggerir que la Universitat de Niça no discriminaria a partir de l'origen nacional o recursos financers dels estudiants i investigadors.
El 17 de maig de 2017, Vidal va ser nomenada Ministra d'Educació Superior, Recerca i Innovació al primer govern d'Édouard Philippe. Manté la cartera en el nou govern Jean Castex (3-7-2020).